# Geblar
Geblar ist ein Ortsteil von Otzbach der Stadt Geisa im Wartburgkreis in Thüringen.

## Lage
Geblar befindet sich etwa sieben Kilometer (Luftlinie) östlich der Kernstadt Geisa und etwa einen Kilometer südöstlich von Otzbach am Nordhang des Berges Hoher Stern. Der Ort liegt auch im Biosphärenreservat Rhön in der Thüringischen Rhön. Geblar wird durch die Kreisstraße 99 an die  Landesstraße 1026 angebunden. Die geographische Höhe des Ortes beträgt 456 m ü. NN.

## Geschichte
Am 17. Mai 1016 wurde das Dorf erstmals urkundlich genannt. Geblar gehörte bis 1815 zum hessischen Oberamt Fulda und wurde 1815 mit anderen Orten des Geisaer Amtes dem späteren Verwaltungsbezirk Dermbach des thüringischen Großherzogtums Sachsen-Weimar-Eisenach angegliedert. Zu Zeiten der DDR lag der Ort im Sperrgebiet der innerdeutschen Grenze, man befand sich aber nicht direkt an der Grenze. Am 1. April 1974 wurde Geblar nach Otzbach eingemeindet, beide Orte dann 1994 nach Geisa. Geblar besaß bei der letzten Zählung 62 Einwohner.

## Sehenswürdigkeiten
An der Waldkante des Berges Zickeshaupt, 400 Meter östlich vom Ortsrand entspringen mehrere Quellen, sie bilden ein als Kalktuffniedermoor ausgewiesenes Feuchtbiotop, das als Naturschutzgebiet ausgewiesen wurde.